# 旅行者 (杂志)
《旅行者》是上海人民美术出版社出版的中产阶级旅游类月刊。

## 生平
2000年创刊于上海。它是中国旅游类杂志中唯一的美国期刊协会会员。该刊在全国全国31个省市自治区及2个特别行政区均有发行。设有精彩行程、独家体验、商务旅行、TOP10等栏目，专栏作家有馬未都、陈丹燕、杰里米·克拉克森等。